# Stahlmühle
Stahlmühle ist ein Gemeindeteil des Marktes Heidenheim im Landkreis Weißenburg-Gunzenhausen (Mittelfranken, Bayern). Stahlmühle liegt in der Gemarkung Hechlingen am See.

## Lage
Die Einöde liegt etwa eineinhalb Kilometer südlich des Hahnenkammsees, westlich benachbart an der nach Ursheim als nächsten Ort führenden Staatsstraße 2384 an der Rohrach.

## Geschichte
Der Name leitet sich von den Herren von Stahelsberg ab, die auf dem heutigen Schloßberg bei Hechlingen am See saßen und die Mühle zu einem unbekannten Zeitpunkt errichteten. Um 1200 starben die Stahelsberger wohl mit dem Freien Rupertus von Stahelsberg (genannt 1197) aus. Um 1400 wird die Getreidemühle in den Quellen des Klosters Heidenheim fassbar, in dessen Besitz sie gekommen war. Nachdem das Kloster im Zuge der Reformation aufgelöst worden war, gehörte die Stahlmühle bis zur Säkularisation zum Ansbachischen Kammeramt Hohentrüdingen.
Mit der Säkularisation kam die Mühle 1806 an Bayern, wo sie ab 1808 dem Landgericht Heidenheim zugeordnet war. Im 20. Jahrhundert wurde die Getreidemühle stillgelegt und in ein von der Rohrach betriebenes Sägewerk umgewandelt, das zur Gemeinde Hechlingen am See gehörte und mit dieser am 1. Mai 1978 zur Gemeinde Heidenheim kam. Die Stahlmühle ist heute noch ein holzverarbeitender Betrieb. Derzeit werden 4 Einwohner gezählt.

## Sonstiges
- Bei der Stahlmühle wurde in einem heute nicht mehr zugänglichen Steinbruch Kalkstein (Weißjurakalk) abgebaut.
- Auf dem nahen Schloßberg nördlich der Stahlmühle zeugen Erdwälle und ein Halsgraben von der einstigen Burganlage der Stahelsberger. Im ehemaligen Burghof haben sich Ruinen einer Zisterzienserinnen-Klosterkirche des 13. Jahrhunderts erhalten.[8]
- Das Gebäude Stahlmühle 1 ist das einzige Baudenkmal des Ortes und stammt aus dem 17. oder 18. Jahrhundert.